# Deza Elie Gbaté
Deza Elie Gbaté, né le 2 décembre 1978, est un judoka ivoirien.

## Carrière
Deza Elie Gbaté remporte la médaille de bronze dans la catégorie des moins de 60 kg aux Jeux africains de 2007 à Alger.